# Granátové jablko

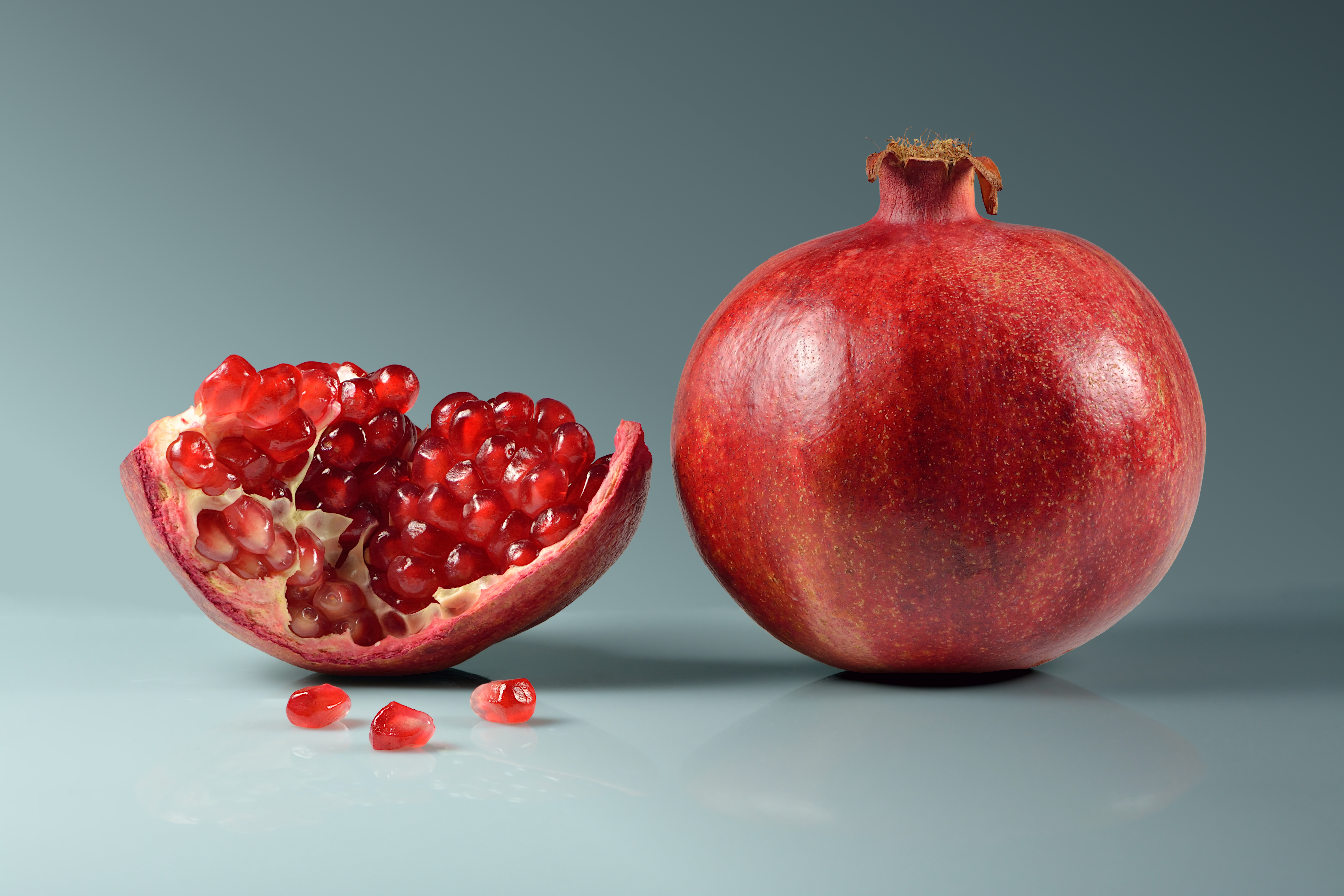
Granátové jablko

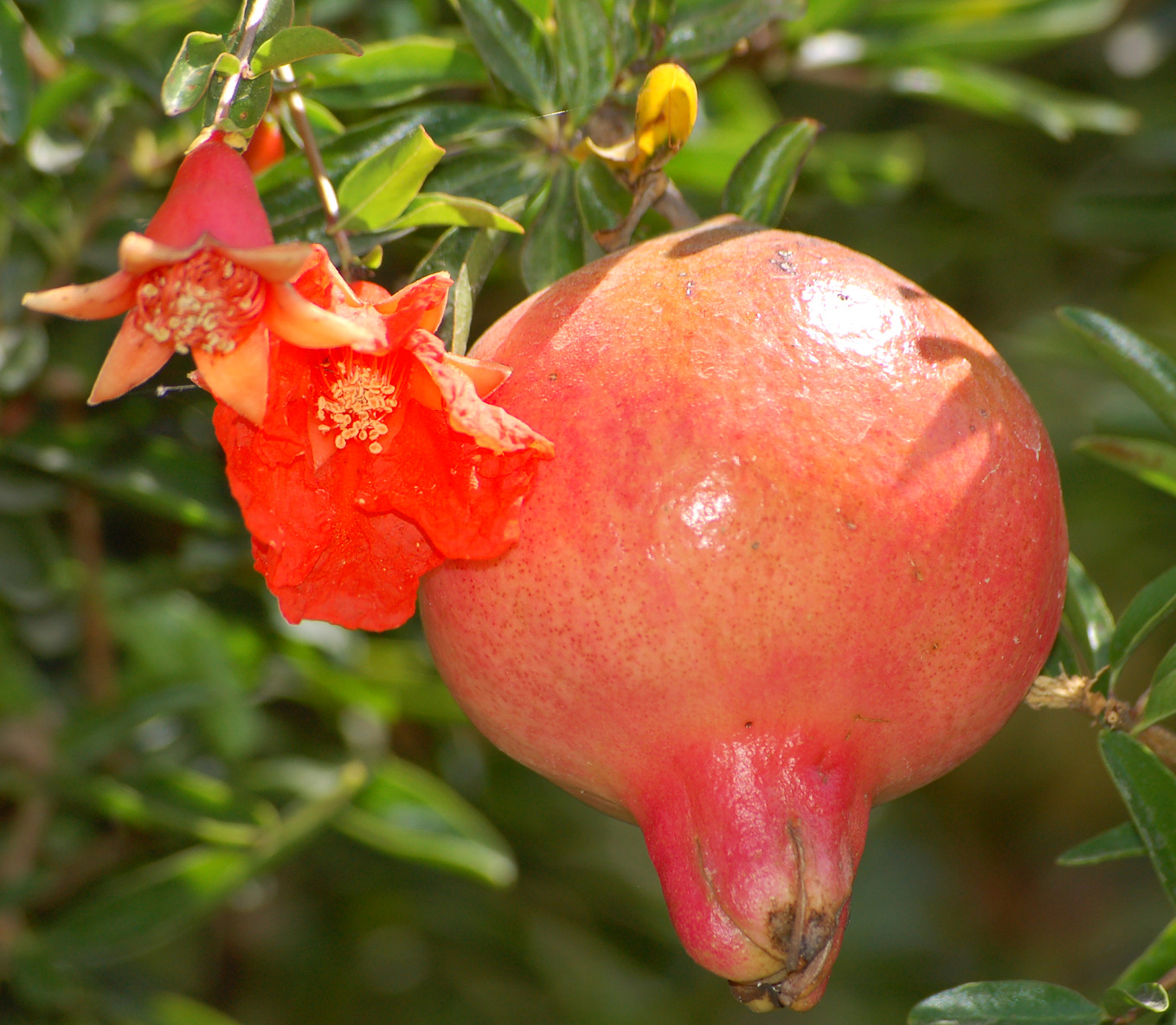
Ovoce na granátovníku

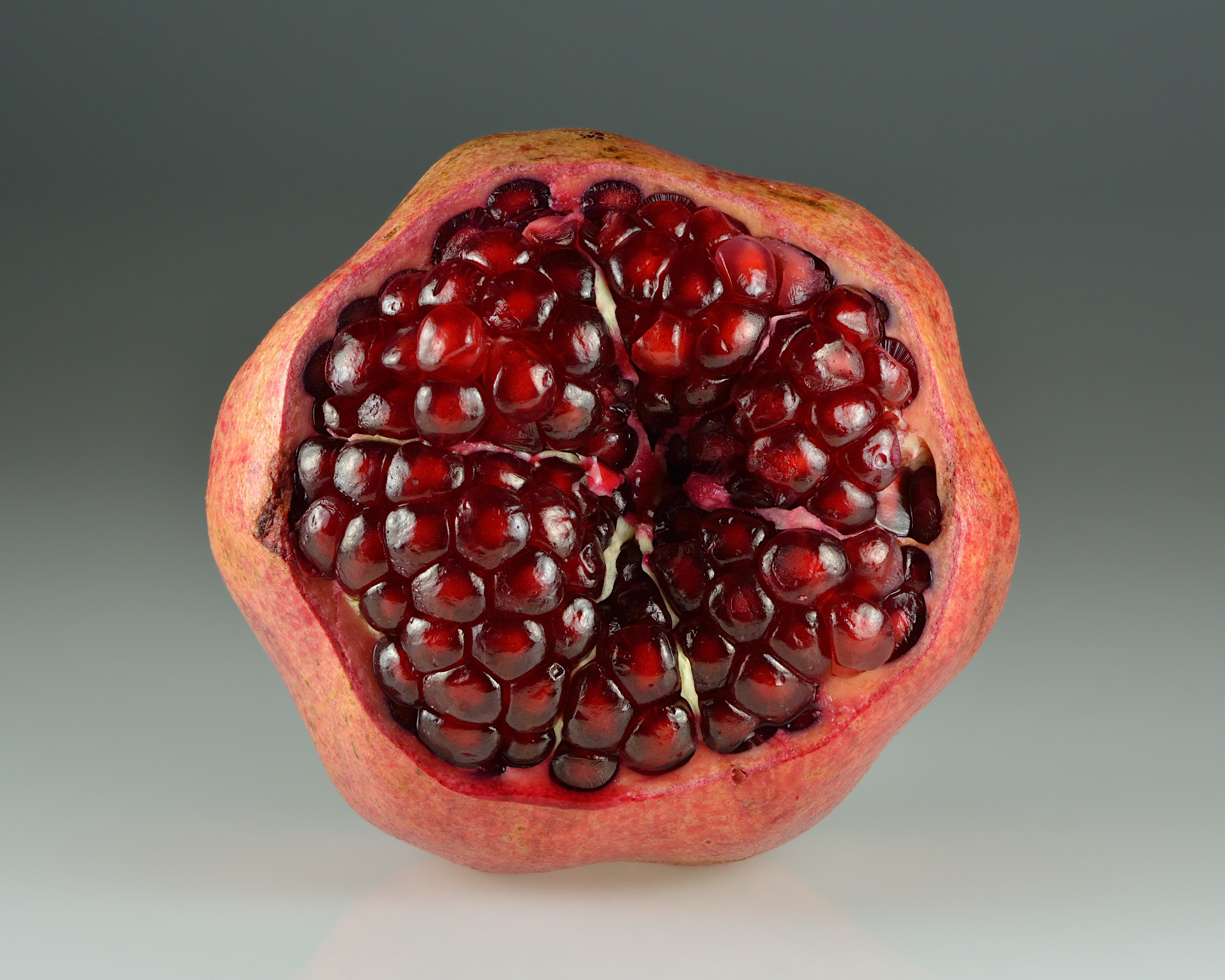
Otevřené granátové jablko

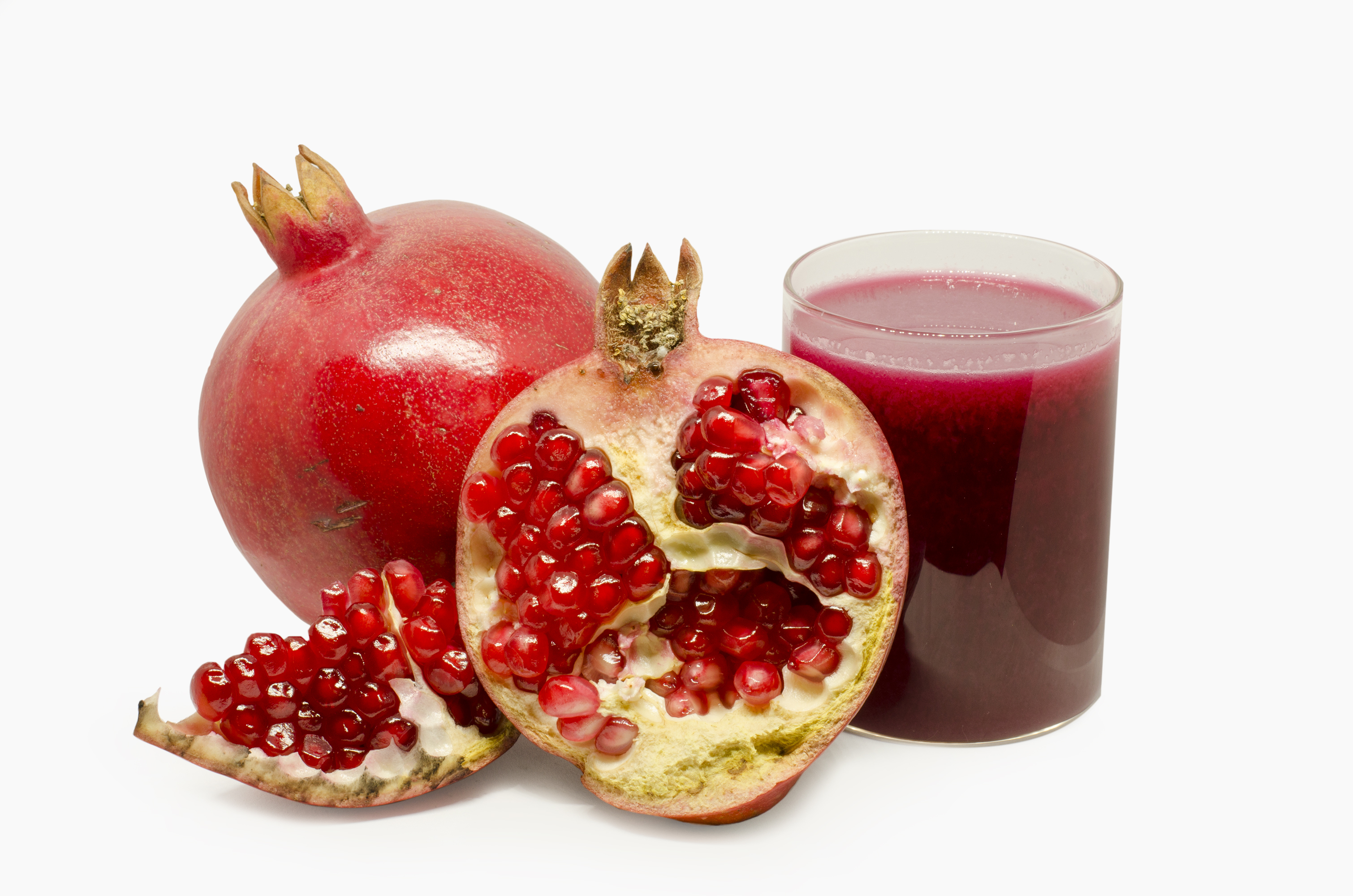
Ovoce vcelku, otevřené a sklenice šťávy

Granátové jablko je aromatické ovoce se sladkokyselou chutí, plod marhaníku granátového (Punica granatum).

## Popis a složení
Granátovníky jsou menší stromy rostoucí hlavně ve Středozemí. Granátové jablko je až 12 cm velká bobule se zvláštní vnitřní stavbou a zakulaceným šestibokým tvarem. Pod tlustou, tvrdou slupkou je šest až dvanáct pouzder, v nichž se ve sladkém červeném, bílém či růžovém rosolovitém míšku nachází semena. Celkový počet semen v jednom plodu zpravidla přesahuje 600.
Granátová jablka obsahují cca 77 % vody, vápník, fosfor, železo, hořčík, velké množství sodíku, draslíku, cukrů, organické kyseliny (zejména kyselinu citrónovou), z vitamínů jsou významně zastoupeny vitamín B (B1, B2 a B3) a C, v menší míře pak i vitamín A ve formě provitamínu (karotenoidů); obsahují také 6 esenciálních a 9 neesenciálních aminokyselin.
Slupka granátového jablka a vnitřní přepážky mají vysoký obsah hořkých a trpkých (svíravých) látek, např. kyseliny taninové, které mají obstipační (stavěcí) účinek. Jedlé části granátových jablek působí spíš projímavě. (Pojmy jako taniny, polyfenolické látky, třísloviny a flavonoidy se u granátového jablka hodně prolínají.)
Obsahem hořčíku, draslíku a sodíku je šťáva granátovníku vhodná pro sportovce, těžce pracující a osoby s horečkou a pracující v horku, kteří potem a vyšším příjmem tekutin ztrácejí minerály.
Olejnatost granátového jablka je 16–25 %

## Využití
Z granátového jablka se využívá především šťáva, ze které se dělá řada koktejlů a džusů, nejznámějším nápojem je orientální nealkoholický nápoj šerbet. Oblíbený je také sirup grenadina, který se často používá v koktejlech. Dále se využívá ve studené kuchyni, kde se přidává do mnoha salátů. V teplé kuchyni se přidává především k drůbeži, grilovanému masu a rybám. V Asii se využívá i jako koření, k tomuto účelu se lépe hodí divoce rostoucí rostliny, především z úpatí Himálaje.
Jadérka a listy obsahují fytoestrogeny s příznivým vlivem na zdraví mužů i žen, dětí, starců[zdroj⁠?!] – ovlivňují stav cév, kůže aj.
Fenolické látky obsažené ve šťávě působí proti některým střevním parazitům.
Granátová jablka se pěstují v celém Středomoří, Indii, Argentině, USA a po celé Asii. Za nejkvalitnější jsou považovány plody z Íránu. Sklizeň probíhá v září až listopadu, výjimečně i dříve.
Marhaník pochází původně z malého ostrova Sokotra u pobřeží Somálska, kde byl endemitem. Odtud jej lidé rozšířili přes Írán do celého Středomoří, kde je odedávna symbolem plodnosti.
Poslední výzkumy ukázaly, že granátové jablko je prospěšné proti některým typům škodlivých bakterií a kvasinek včetně Candida albicans. Pravidelná konzumace šťávy z granátového jablka pomáhá pacientům s vysokým krevním tlakem, kardiovaskulárními onemocněními a ischemickou chorobou srdeční, neboť zvyšuje krevní oběh v arteriích a zvyšuje pružnost cév. U diabetiků s vysokou hladinou krevních lipidů konzumace šťávy z granátového jablka snižuje LDL cholesterol. Zpomaluje progresi rakoviny prostaty, prsou, tlustého střeva a chrání mozkové buňky. Sportovcům dodává sílu, zvyšuje rychlost, buduje svaly a urychluje jejich regeneraci po výkonu. Šťáva z granátového jablka také zvyšuje hladinu testosteronu. 
Granátové jablko hluboce vyživuje a regeneruje kožní buňky. Šťáva z granátového jalbka pomáhá s produkcí kolagenu, s hydratací a udržuje tonus pleti. Poskytuje i úlevu při ekzémech, lupénce a slunečních popáleninách.

## Etymologie
Ze slovního základu granatus byla odvozena řada termínů:
- Grán (latinsky granum) znamená zrnko. Termín je odvozen z arabštiny a užívá se pro drobnou váhovou jednotku, zejména pro drahé kovy.
- Granatus dalo základ slovu hranatý, na základě podobnosti se seschlým granátovým jablkem.
- Podle struktury granátového jablka byla pojmenována tříštivá střela „granát“ v mnoha jazycích.
- Hornina granit (česky žula) má také původ v granátovém jablku, založený na zrnitosti.
- Podobná velikost, tvar a temně červeno-černé zbarvení semen granátového jablka vedlo k označení drahokamu pyropu – český granát.

Latinský termín Punica granatum je odvozen a) z termínu „punica“, punský, tj. fénický, protože Féničané byli tradičními pěstiteli granátových jablek; b) z termínu pro červenou barvu.

## Symbolika a emblematika
Granátové jablko je nejčastěji symbolem úrodnosti, plodnosti a blahobytu.

### Mytologie
- Ve starověkých asijských mytologiích bylo atributem bohů či bohyň, například syrské bohyně Atargatis (též Dea Syria).
- V antickém Řecku granátové jablko v podsvětí drželi Hades a Persefoné.
- Paris granátovým jablkem zvolil Afroditu nejkrásnější ženou. Bylo pak atributem Afroditiných družek Tří grácií.
- Granátová jablka nesmrtelnosti ze zahrady Hesperidek přinesl Héraklés, když zabil hada Ládóna.
- Řecká Persefona ochutnala šest zrnek zakázaného rajského jablka, a proto se každoročně na jaře vracela obrodit zemi.
- Množství semen v granátovém jablku bývalo symbolem jednoty národa a vladaře.

### Křesťanství
V křesťanství může mít granátové jablko jak kladný, tak záporný význam.
- Ve Starém zákoně není jablko prvního hříchu lidstva specifikováno, ale ve výtvarném umění bývá často vyobrazeno jako granátové, Adam s Evou pak stojí pod granátovníkem.
- V kladném smyslu je granátové jablko symbolem vzkříšení Krista. Proto je na obrazech madon Ježíšek drží v ruce (například u Botticelliho nebo Grünewalda).
- Čistota Panny Marie je vyjádřena stromem granátovníku, pod nímž sedí Panna Marie s jednorožcem. Marie je tak ztotožněna s Evou, jejíž prvotní hřích odčinila. Například na nástěnné malbě v ambitu Emauzského kláštera v Praze je taková dvojice scén, kde pod Eviným hříchem Panna Marie snímá Krista z kříže.
- Granátové jablko se zabodnutým křížem je atributem sv. Jana z Boha.

- Ve výtvarném umění představuje granátové jablko častý dekorativní prvek. Například ve florentské mozaice se od renesance objevuje ptáček zobající puklé granátové jablko. V Orientu a v Byzanci se užívá jako ornament středověkých hedvábných tkanin, tvořený spojením granátových jablek v nekonečný motiv, převzatý od 12. století také do italských vzorů a později zcela zevšeobecněný.

### Heraldika
- Za svou impressu si je zvolili císař Maxmilián I. Habsburský po dobytí Granady, stejně jako manželka jeho vnuka Karla V., královna Isabela Portugalská. Vyjadřovalo rozhojnění majetku Habsburků.
- Ve znaku biskupství českobudějovického od roku 1785 tradičně bývala tři puklá červená granátová jablka se zlatými jádry, zelenými listy a hnědým kmenem se třemi kořeny na stříbrném štítu. Symbolika se po roce 1990 v novém znaku omylem proměnila na česká jablka zlaté barvy.
- Puklé granátové jablko ve znaku užíval český rod Kremerů z Grunova.

Granátové jablko je národním symbolem Arménie a heraldickým znakem i symbolem španělské Granady, granátové jablko se španělsky řekne granada.